# John Emil Peurifoy

John Emil Peurifoy (1905)

John Emil Peurifoy (* 9. August 1907 in Walterboro, Colleton County, South Carolina; † 12. August 1955 in Hua Hin), alias Sleepless Jack, war ein US-amerikanischer Diplomat. Er fungierte als Botschafter der Vereinigten Staaten in Griechenland, Guatemala und Thailand.

## Kindheit und Ausbildung
Peurifoys Mutter starb, als er sechs Jahre alt war. Als Peurifoy Teenager war starb auch sein Vater.
1926 wurde er in die US-Militärakademie in West Point aufgenommen, wo er 1928 wegen einer Lungenentzündung ausgemustert wurde. Er wurde Fulbright-Stipendiat und schloss die Fletcher School of Law Diplomacy an der Tufts University ab.

## Berufliche Karriere
Er arbeitete als Hauslehrer und Versicherungsagent und begann während des Zweiten Weltkrieges als Angestellter in der Abteilung für wirtschaftliche Kriegsführung und Kriegsproduktion, als Liftboy im Gebäude des US-Senats. Zu seinen Aufgaben gehörte die Reinigung der Gehwege in Washington, D.C. Es gelang ihm mit dem Senator für South Carolina, Burnet R. Maybank, eine Anstellung im Außenministerium der Vereinigten Staaten zu erhalten. 1945 war Peurifoy Abteilungsleiter der Sicherheitsabteilung. 1945 organisierte Peurifoy mit an der Gründungskonferenz der Vereinten Nationen in San Francisco unter dem Vorsitz von Alger Hiss. Mit Engagement im „Komitee für unamerikanische Umtriebe“ unter Vorsitz von Senator Joseph McCarthy wird er Staatssekretär im US-Außenministerium in der Personalabteilung.

### Griechenland
1950 wurde Peurifoy zum Botschafter für Griechenland berufen. Während seiner dreijährigen Amtszeit in Griechenland, installierte er die Regierung von Marschall Alexandros Papagos und trug wesentlich zum Fortbestand dieser griechischen Regierung bei, zu welcher die königliche Familie gehörte. Zu diesem Zweck musste das griechische Wahlsystem geändert werden. Durch sein unmittelbares und undiplomatisches Engagement in den internen Beziehungen Griechenlands wurde sein Name Begriff, so dass jeder Versuch sich in die griechische Politik einzumischen als Peurifoy bezeichnet wird.

### Guatemala
Unter der Regierung von Dwight D. Eisenhower löste Peurifoy im Oktober 1953 Rudolf Schoenfeld als Botschafter in Guatemala zur Leitung der Operation PBSUCCESS ab. Am 16. Dezember 1953, machte Peurifoy den Standpunkt der US-Regierung deutlich. Ob er nicht wisse, dass die Agrarreform auch in China eingeführt worden sei und China bekanntermaßen kommunistisch sei, herrschte er Außenminister Dr. Raul Osegüeda an. Auf dessen Antwort, er sei keineswegs Kommunist, entgegnete Peurifoy drohend, er wisse das besser, schließlich habe er ihn zusammen mit Kommunisten in einer Zeitschrift abgebildet gesehen! Ähnlich benahm sich der neue Botschafter bei einer Begegnung mit dem Präsidenten, nach der er eilends nach Washington telegrafierte, dass »normale Maßnahmen in Guatemala wahrscheinlich nicht greifen«. Und er schloss seinen Appell mit: „Die Kerze brennt langsam, aber sicher herunter, und es ist nur eine Frage der Zeit, bis die umfangreichen amerikanischen Interessen, völlig hinausgedrängt werden.“ Dem Time Magazine erklärte Peurifoy im Januar 1954 die USA könnten gezwungen sein „Maßnahmen zu ergreifen um Guatemala davor zu bewahren in den Schoss des internationalen Kommunismus zu fallen.“ Peurifoy erklärte später, dass die Planung der Vertreibung von Arbenz 45 Minuten gedauert hätte. Am 27. Juli 1954 wurde Jacobo Arbenz Guzmán durch eine Militärjunta aus Hauptleuten ersetzt. Peurifoy fand unter den Militärs Zustimmung dazu, Hauptmann Castillo Armas zum neuen Regierungschef zu machen. Am 3. Juli 1954 landete Carlos Castillo Armas im Flugzeug des Botschafters Peurifoy auf dem militärischen Teil des Flughafens Aurora von Guatemala-Stadt. Bis auf die Kadetten der Escuela Politécnica, welche eine heroische Geste machten, waren alle Militärs umgeschwenkt. Peurifoy reimte für das Time Magazine vom 28. Juli 1954:

“Sing a song of quetzals, pockets full of peace! The junta's in the palace, they’ve taken out a lease. The Commies are in hiding, just across the street; To the embassy of Mexico they beat a quick retreat. And pistol-packing Peurifoy looks mighty optimistic For the land of Guatemala is no longer Communistic.”

„Singt des Quetzals frohe Lieder, Denn der Friede kehrte heim.
Im Palast die mächt'ge Junta
wird sein Hüter sein.
Alle Kommunisten flohen, die uns einst erschreckt;
Haben jetzt die Flucht ergriffen, sich in Mexiko versteckt.
Und der tapfre Peurifoy
ist nun wieder optimistisch,
Denn das schöne Guatemala
nicht mehr kommunistisch!“

Großbritanniens Labourführer Clement Attlee zeigte sich schockiert „über die Freude und Zustimmung … angesichts Erfolgs des Putsches“.

### Thailand
Peurifoy wurde nach Thailand versetzt. Am 12. August 1955 starb er mit einem seiner Söhne bei einem Autounfall in der Nähe von Hua Hin.